# Bigpoint
A Bigpoint GmbH internetes játékokra szakosodott szoftvercég, mely a világ a legeredményesebben online játékokkal foglalkozó cégei közé tartozik. Irodái Hamburgban, Berlinben, Máltán és São Paulóban találhatóak meg.

## A cég történelme
A céget Heiko Hubertz alapította m.wire GmbH néven. Első játékuk, az „Icefighter“ sikeressége után, 2007-ben már 22 játékot kínáltak fel. Az eredményességet felismerve számos nemzetközi cég szállt be a cégbe, köztük az NBC Universal leányvállalata, a Private-Equity 2008-ban. A Bigpoint eredményességének az egyik kulcsa az, hogy folyamatosan vásárolnak fel olyan játékkészítő cégeket, amelyeknek befektetőkre van szükségük.

## Felhasznált technológia
A játékok többsége a következő programnyelveken íródott: PHP, Adobe Flash, Java és Unity. Mivel a játékokat nem kell letölteni illetve installálni, a Software as a Service eszmének megfelelően működnek.

## Ismertebb játékok
| - Icefighter - Fussballmanager - Gangs of Crime (korábban úgy ismert mint Mafia 1930) - Odins Land - K1 Fighter - Managergames Hockey - Managergames Soccer - Popstars - The Game - Germany's Next Top Model - The Game - Elorian - Seafight - Land of Destruction - DarkOrbit - Chaoscars - SpeedCars - SpeedSpace - The Pimps - ActionLeague - K.O. Champs - Ramacity - Rising Cities | - Gladius II - War of Titans - BeBees - Parsec - Deepolis - X-Blaster - Hellblades - Hellblades 2.0 - Farmerama - ZooMumba - Drakensang Online - Battlestar Galactica Online - Kultan – The World Beyond - Skyrama - Piratestorm - Fantasyrama - Merc Elite (béta verzió) - Games of Thrones MMORPG |